# والمونستر
والمونستر (به فرانسوی: Valmunster) یک کمون در فرانسه است که در Canton of Boulay-Moselle واقع شده‌است.

## خصوصیات
والمونستر ۳٫۱۴ کیلومترمربع مساحت و ۹۴ نفر جمعیت دارد و ۱۱۵ متر بالاتر از سطح دریا واقع شده‌است.